# Distretto di Si Satchanalai
Il distretto di Si Satchanalai (in thailandese: ศรีสัชนาลัย) è un distretto (amphoe) della Thailandia, situato nella provincia di Sukhothai.